# Fleury-les-Aubrais
Pour les articles homonymes, voir Fleury et Aubrais.
Fleury-les-Aubrais (latin : Floriacum) est une commune française située dans le département du Loiret, en région Centre-Val de Loire.

## Géographie

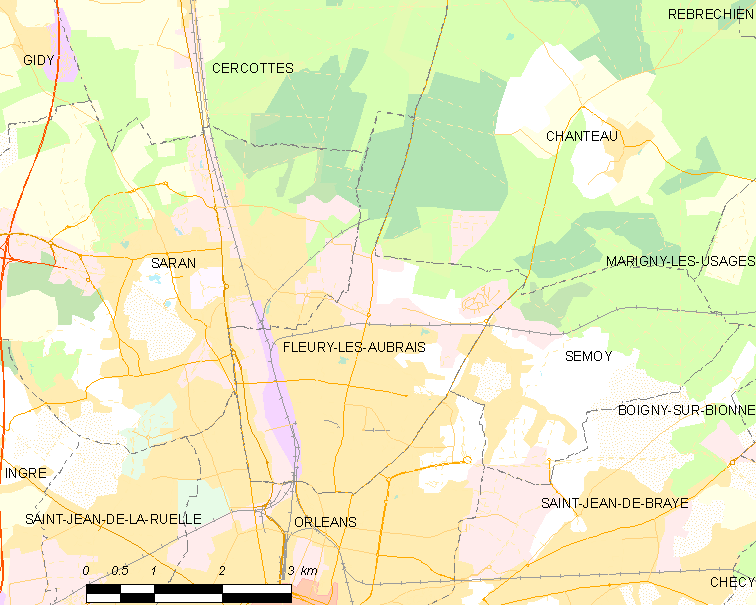
Carte de la commune de Fleury-les-Aubrais et des communes limitrophes.

### Situation
La commune est située en bordure ouest de la région naturelle de la forêt d'Orléans (108 hectares du territoire de la commune sont occupés par la forêt au nord-est), dans l'aire urbaine et l'unité urbaine d'Orléans.
Elle est limitrophe d'Orléans et distante de 129 km au sud de Paris.
L'emprise ferroviaire de la gare SNCF, ainsi que la zone d'activité qui l'accompagne, constitue la partie la plus à l'ouest de la commune. La gare constitue historiquement un des principaux attraits de cette ville, la gare d'Orléans n'étant qu'un terminus.

### Lieux-dits et écarts
- ZUP Est : Les Ormes du Mail, Les Andrillons
- ZUS Nord : Lignerolles, La Jabotte, La Hartière
- ZUP Sud : Clos de la Grande Salle, Villevaude.

Les quartiers :
- Centre-ville : Lamballe
- Clos des Moulins
- Clos de l'Ange
- Clos du Bellebat.

Lieux-dits : l'Herveline, la Croix Fleury, la Barrière Saint Marc, les Escures, les Boudines, la Bustière, Faubourg Bannier.

### Géologie et relief
- m3-p1SASo : Sables et argiles de Sologne (Langhien supérieur à Pliocène inférieur.)
- m2MSO : Marnes et sables de l'Orléanais (Burdigalien)
- m2MCO : Marnes et calcaires de l'Orléanais (Burdigalien)

Carte géologique de la commune de Fleury-les-Aubrais.
m3-p1SASo : Sables et argiles de Sologne (Langhien supérieur à Pliocène inférieur.)
m2MSO : Marnes et sables de l'Orléanais (Burdigalien)
m2MCO : Marnes et calcaires de l'Orléanais (Burdigalien)
$ : Carrière à ciel ouvert

La région d’Orléans se situe dans le sud du Bassin parisien, vaste cuvette composée d’un empilement de couches sédimentaires d’origines essentiellement détritiques (issus de l’érosion d’anciennes chaînes de montagnes) et carbonatées (précipitation de carbonate de calcium). Ces dépôts s'étagent du Trias (- 250 millions d’années) au Pliocène (- 23 millions d’années) et se font surtout en contexte marin, mais aussi en milieu lacustre. Les successions de périodes glaciaires et interglaciaires au Quaternaire aboutissent à la configuration géomorphologique actuelle : altération plus ou moins profonde des roches en place, terrasses alluviales anciennes perchées sur les plateaux et incision de la vallée actuelle de la Loire,.
Les calcaires de Beauce, qui constituent le socle du territoire communal, se forment à l'Aquitanien (de - 23 à - 20,5 millions d’années). Leur partie supérieure, les marnes et calcaires de l'Orléanais (m2MCO), constitue le substratum des lignes ferroviaires, à l’ouest de la commune. Les marnes et sables de l’Orléanais (m2MSO), premiers dépôts burdigaliens (de – 20,44 à – 15,97 millions d'années) recouvrant les calcaires de Beauce, occupent la partie centrale du territoire communal. Ces sables sont essentiellement composés de grains de quartz émoussés, accompagnés de feldspaths kaolinisés et friables, de silex à patine noire et de graviers calcaires particulièrement fréquents à la base de la formation.
Cette formation est elle-même surmontée par les sables et argiles de Sologne (m3-p1SASO), datés du Langhien supérieur au Pliocène inférieur, une formation composée de sables (quartz gneissique ou granitique) argileux très grossiers à fins et de lentilles d’argile verte, pure ou sableuse, occupant la partie est de la commune.
Le territoire communal est relativement plat puisque la dénivelée maximale est de 24 mètres. L'altitude du territoire varie en effet de 109 mètres à 133 mètres,.

### Climat
Pour des articles plus généraux, voir Climat du Centre-Val de Loire et Climat du Loiret.
En 2010, le climat de la commune est de type climat océanique dégradé des plaines du Centre et du Nord, selon une étude du CNRS s'appuyant sur une série de données couvrant la période 1971-2000. En 2020, Météo-France publie une typologie des climats de la France métropolitaine dans laquelle la commune est exposée à un climat océanique altéré et est dans la région climatique Moyenne vallée de la Loire, caractérisée par une bonne insolation (1 850 h/an) et un été peu pluvieux.
Pour la période 1971-2000, la température annuelle moyenne est de 10,9 °C, avec une amplitude thermique annuelle de 15,3 °C. Le cumul annuel moyen de précipitations est de 676 mm, avec 10,7 jours de précipitations en janvier et 7,1 jours en juillet. Pour la période 1991-2020, la température moyenne annuelle observée sur la station météorologique installée sur la commune est de 11,7 °C et le cumul annuel moyen de précipitations est de 728,8 mm,. Pour l'avenir, les paramètres climatiques de la commune estimés pour 2050 selon différents scénarios d'émission de gaz à effet de serre sont consultables sur un site dédié publié par Météo-France en novembre 2022.
| Mois                                  | jan.           | fév.             | mars           | avril         | mai           | juin         | jui.           | août          | sep.           | oct.            | nov.           | déc.             | année     |
| ------------------------------------- | -------------- | ---------------- | -------------- | ------------- | ------------- | ------------ | -------------- | ------------- | -------------- | --------------- | -------------- | ---------------- | --------- |
| Température minimale moyenne (°C)     | 1,4            | 0,9              | 3              | 5             | 8,7           | 11,9         | 13,8           | 13,5          | 10,2           | 7,8             | 4,2            | 1,9              | 6,9       |
| Température moyenne (°C)              | 4,3            | 4,8              | 7,9            | 10,6          | 14,3          | 17,7         | 19,9           | 19,8          | 16,1           | 12,3            | 7,6            | 4,8              | 11,7      |
| Température maximale moyenne (°C)     | 7,3            | 8,7              | 12,9           | 16,3          | 19,9          | 23,5         | 26             | 26,1          | 21,9           | 16,7            | 11             | 7,7              | 16,5      |
| Record de froid (°C) date du record   | −19 17.01.1985 | −13,8 07.02.1991 | −13,1 01.03.05 | −4,5 11.04.03 | −1 05.05.1979 | 0 05.06.1991 | 3,1 16.07.1984 | 4 26.08.1993  | 0,5 30.09.1988 | −4,6 21.10.10   | −11 23.11.1993 | −12,8 30.12.1985 | −19 1985  |
| Record de chaleur (°C) date du record | 17 30.01.02    | 22,2 27.02.19    | 24,5 16.03.12  | 29,7 30.04.05 | 32 27.05.05   | 38 29.06.19  | 41,5 25.07.19  | 40,4 10.08.03 | 35 15.09.1982  | 33,1 01.10.1985 | 24 01.11.14    | 19,4 16.12.1989  | 41,5 2019 |
| Précipitations (mm)                   | 59,4           | 55,3             | 51,5           | 52            | 74,6          | 52,9         | 58,1           | 58,4          | 56,3           | 66,8            | 68,6           | 74,9             | 728,8     |

## Toponymie
Le nom de la localité est attesté sous les formes Agrum Floriacum au IXe siècle, Soli Floriacensis enpredii videlicet beati Benedicti en 1079, Apud Floriacum en 1201, De Floriaco en 1245, Parvus Floriacus au XIIIe siècle, Apud Floriacum en 1321,
Le type toponymique Fleury est dérivé de l'ancienne Floriacum ou villa Florii. Le village s'est donc développé à partir du domaine de  Florius, un propriétaire terrien de l'époque gallo-romaine, le vocable en bas latin Floriacus étant issu du gentilice Florius, suivi du suffixe -acus,. 
Aubrais est dérivé du latin albaretum (= bois de peupliers), de albarus (blanchâtre) suivi du suffixe collectif –etum. Ces mots sont dérivés de l'adjectif latin albus (blanc). Il y avait donc ici un bois de peupliers qui fut ensuite défriché pour laisser place à des champs et à un village de cultivateurs.
La ville s’appelait à l’origine Fleury, cette paroisse ayant probablement emprunté le nom de l'abbaye qui l’avait possédée (l'abbaye de Fleury)(Fleury en août 1386, Fleury en décembre 1400, Fleury lez Orléans en avril 1409. Elle devient ensuite Fleury les Orléans, nom qu’elle conserve jusqu’au XVIIIe siècle (Fleury lez Orléans en septembre 1459, Fleury lez Orléans en 1491). Elle est rebaptisée Fleury aux choux, en raison d’une intense activité maraîchère (Fleury aux Choulx en 1479).
Par décret du 15 novembre 1907, la ville prend le nom de Fleury-les-Aubrais ("les" sans accent grave), s’adjoignant le nom du nœud ferroviaire des Aubrais,.

## Histoire

### Développement ancien
Quelques moines, issus de l'abbaye bénédictine de Fleury (Saint-Benoît-sur-Loire), vinrent s'installer au nord d'Orléans en créant une chapelle Fleury.

### Révolution française et Empire

#### Nouvelle organisation territoriale
Le décret de l'Assemblée Nationale du 12 novembre 1789 décrète « il y aura une municipalité dans chaque ville, bourg, paroisse ou communauté de campagne ». En 1790, dans le cadre de la création des départements, le Loiret compte alors 367 municipalités, rattachées à 59 cantons et 7 districts. La municipalité de Fleury est rattachée au canton de Fleury et au district d'Orléans.  Le terme « commune », au sens de l’administration territoriale actuelle, est imposé par le décret de la Convention nationale du 10 brumaire an II (31 octobre 1793) : « La Convention nationale, sur la proposition d’un membre, décrète que toutes les dénominations de ville, bourg ou village sont supprimées et que celle de commune leur est substituée ». Ainsi la municipalité de Fleury devient formellement « commune de Fleury » en 1793.
Les cantons sont supprimés, en tant que découpage administratif, par une loi du 26 juin 1793, et ne conservent qu'un rôle électoral, permettant l’élection des électeurs du second degré chargés de désigner les députés,. La Constitution du 5 fructidor an III, appliquée à partir de vendémiaire an IV (1795) supprime les districts, considérés comme des rouages administratifs liés à la Terreur, mais maintient les cantons qui acquièrent dès lors plus d'importance en retrouvant une fonction administrative. Enfin, sous le Consulat, un redécoupage territorial visant à réduire le nombre de justices de paix ramène le nombre de cantons dans le Loiret de 58 à 31,. Fleury-les-Aubrais est alors rattachée au canton Ingré et à l'Arrondissement d'Orléans par arrêté du 9 vendémiaire an X (1er octobre 1801),,. En 1806, la commune est rattachée au canton d'Orléans-Nord-Ouest, un canton nouveau formé entre autres des communes de l'ancien canton d'Ingré. Cette organisation va rester inchangée jusqu'en 1973 où la commune est rattachée au canton de Fleury-les-Aubrais.

### Époque contemporaine

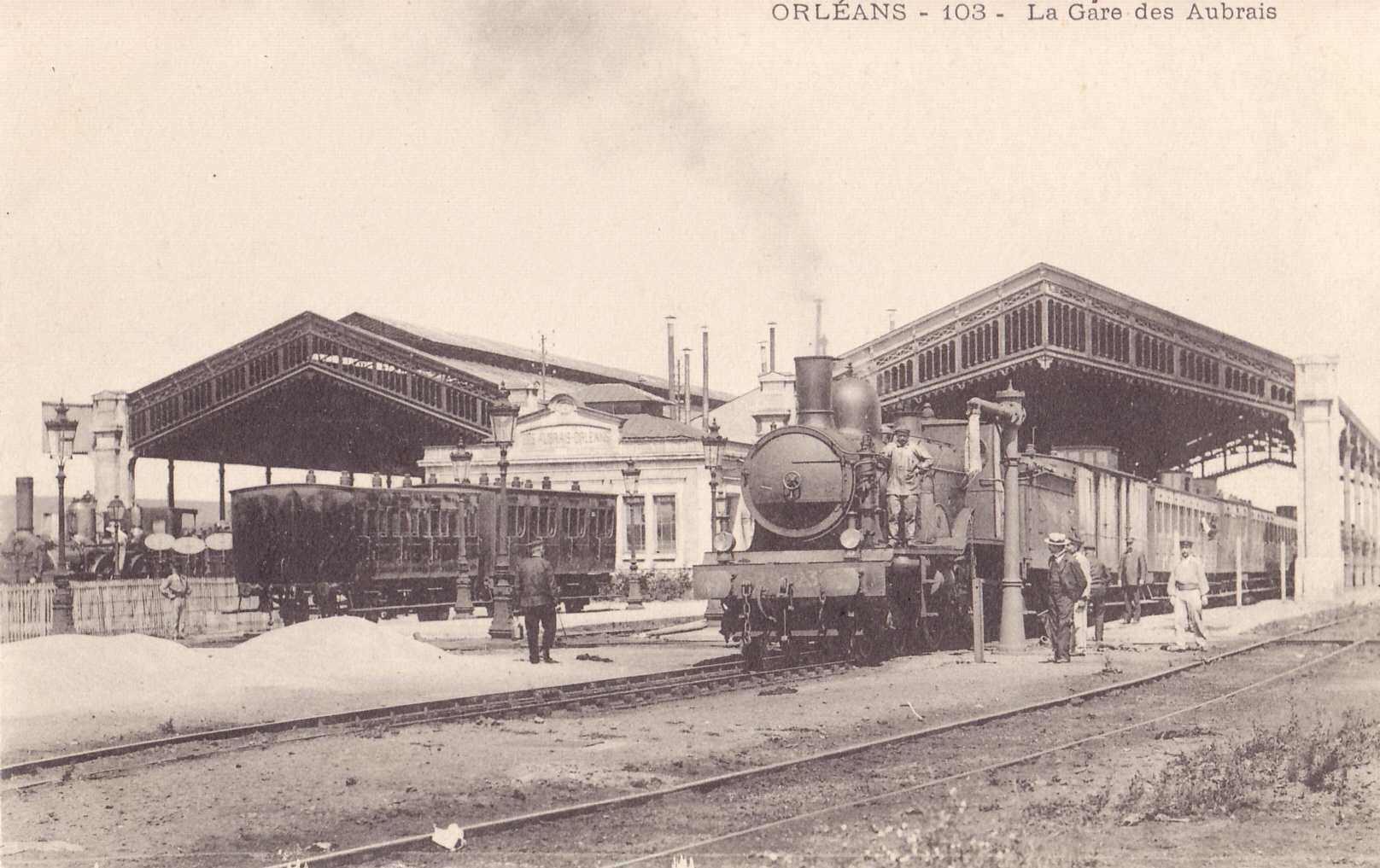
Intérieur de la gare, au début du XXe siècle.

L'importante gare ferroviaire a été inaugurée le 28 septembre 1853 au lieu-dit les Aubrais, constituant un pôle d'attractivité pour toute la ville.
Durant la guerre franco-allemande de 1870, la ville est le terrain d'importants combats opposant les Français aux Prussiens sur le lieu de l'actuel quartier des Aydes.
La légende veut qu'une remarque moqueuse sur le patronyme de la ville, faite par Alphonse XIII, roi d'Espagne, en transit à la gare le 30 mai 1905, ait provoqué le changement de nom qui a été avalisé en 1907.
La mairie actuelle est construite en 1928.
Durant la Seconde Guerre mondiale, la gare est détruite lors de bombardements alliés en 1944 qui touchent également le quartier adjacent. La ville est libérée le 18 août de cette même année.
La gare actuelle date de 1961. L'ouverture du tramway d'Orléans, passant par Fleury-les-Aubrais, a lieu en 2000.
Le centre culturel La Passerelle est inaugurée en 2006.

### Héraldique
| Blason de Fleury-les-Aubrais | Les armes de Fleury-les-Aubrais se blasonnent ainsi : Palé de sinople et de gueules, au chef cousu d'azur chargé de trois fleurs de lys d'or et d'un lambel d'argent. |

## Urbanisme

### Typologie
Au 1er janvier 2024, Fleury-les-Aubrais est catégorisée grand centre urbain, selon la nouvelle grille communale de densité à sept niveaux définie par l'Insee en 2022.
Elle appartient à l'unité urbaine d'Orléans, une agglomération intra-départementale regroupant 19  communes, dont elle est une commune de la banlieue,,. Par ailleurs la commune fait partie de l'aire d'attraction d'Orléans, dont elle est une commune du pôle principal,. Cette aire, qui regroupe 136 communes, est catégorisée dans les aires de 200 000 à moins de 700 000 habitants,.

### Occupation des sols
L'occupation des sols de la commune, telle qu'elle ressort de la base de données européenne d’occupation biophysique des sols Corine Land Cover (CLC), est marquée par l'importance des territoires artificialisés (83,6 % en 2018), en augmentation par rapport à 1990 (74,3 %). La répartition détaillée en 2018 est la suivante : 
zones urbanisées (53,4 %), zones industrielles ou commerciales et réseaux de communication (30,2 %), forêts (16,4 %).
L'évolution de l’occupation des sols de la commune et de ses infrastructures peut être observée sur les différentes représentations cartographiques du territoire : la carte de Cassini (XVIIIe siècle), la carte d'état-major (1820-1866) et les cartes ou photos aériennes de l'IGN pour la période actuelle (1950 à aujourd'hui).

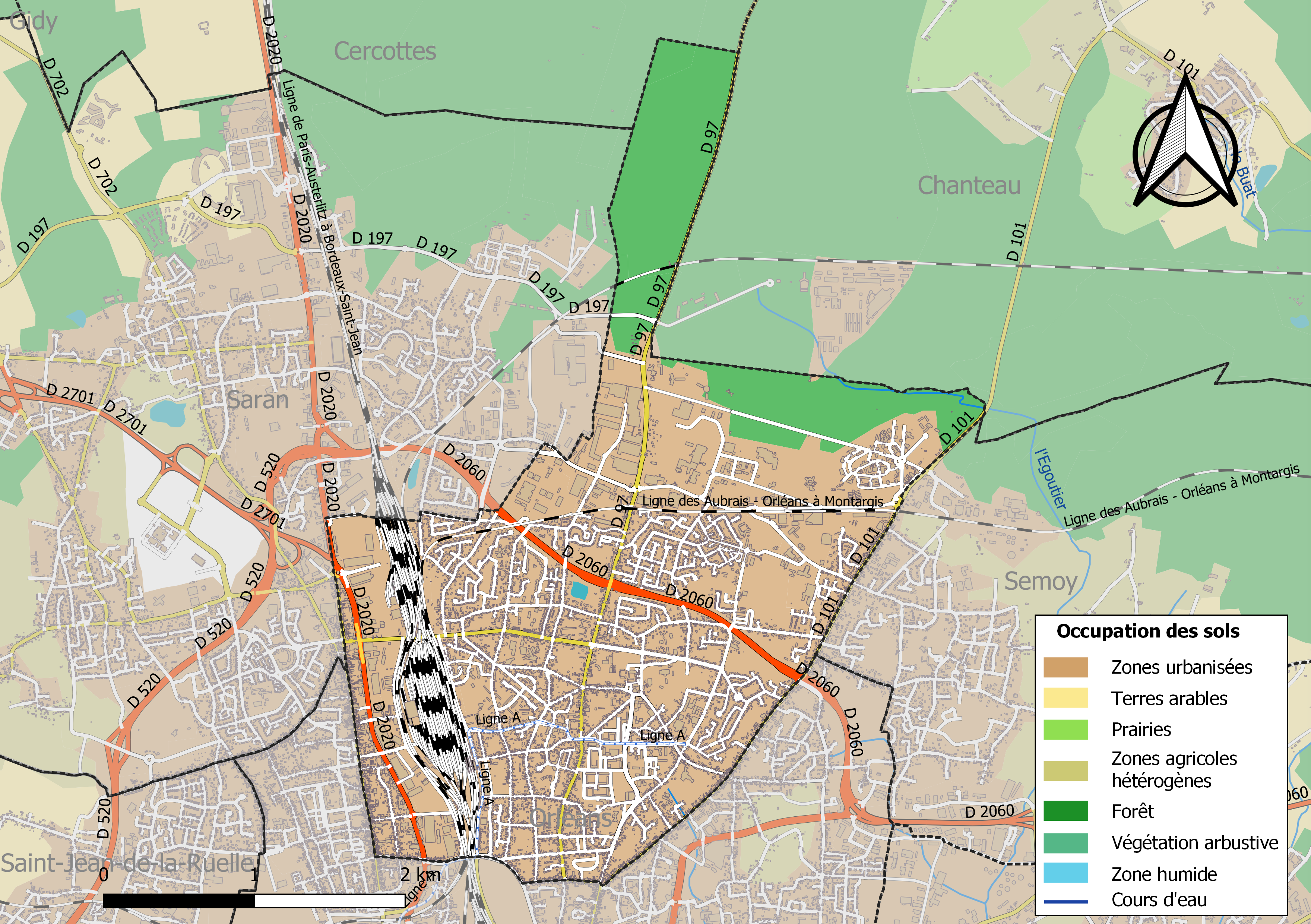
Carte des infrastructures et de l'occupation des sols de la commune en 2018 (CLC).
Carte orthophotographique de la commune en 2016.

### Planification
La ville est dotée d'un Plan d'occupation des sols (POS) valant Plan local d'urbanisme (PLU). Sa révision en 2001 a eu pour objet la définition de nouveau projet, et l'intégration d'un projet de ZAC : la ZAC « Cœur de ville ». La commune a réalisé une exposition en 2004 afin de communiquer avec la population locale sur les futurs projets.
Le schéma de cohérence territoriale (SCOT) de l'agglomération orléanaise a été approuvé en décembre 2008. C'est un document avec lequel le POS, et donc la politique de la ville, devront être en cohérence.

### Transports et déplacements

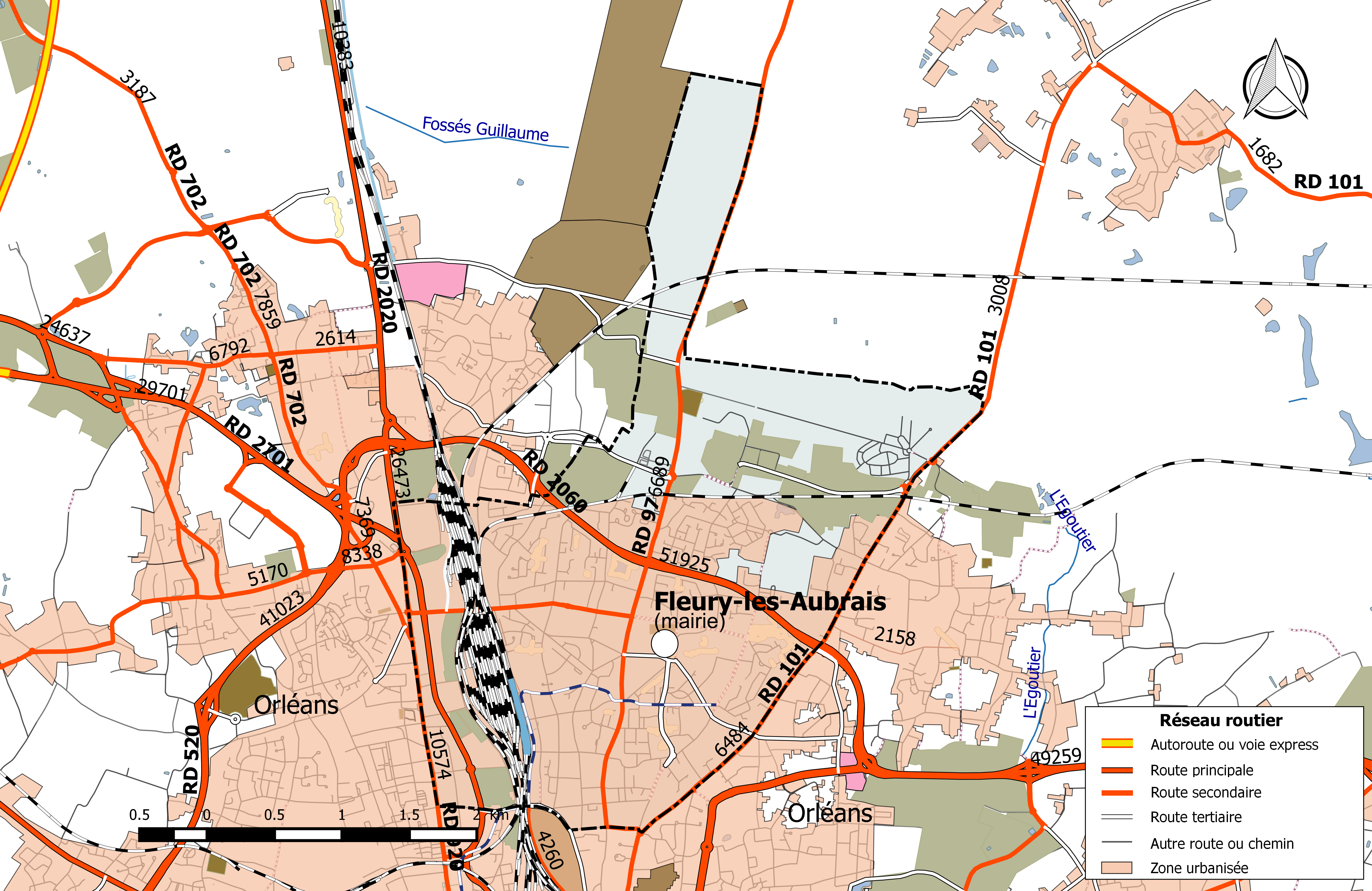
Réseau routier principal de la commune de Fleury-les-Aubrais (avec indication du trafic routier 2014).

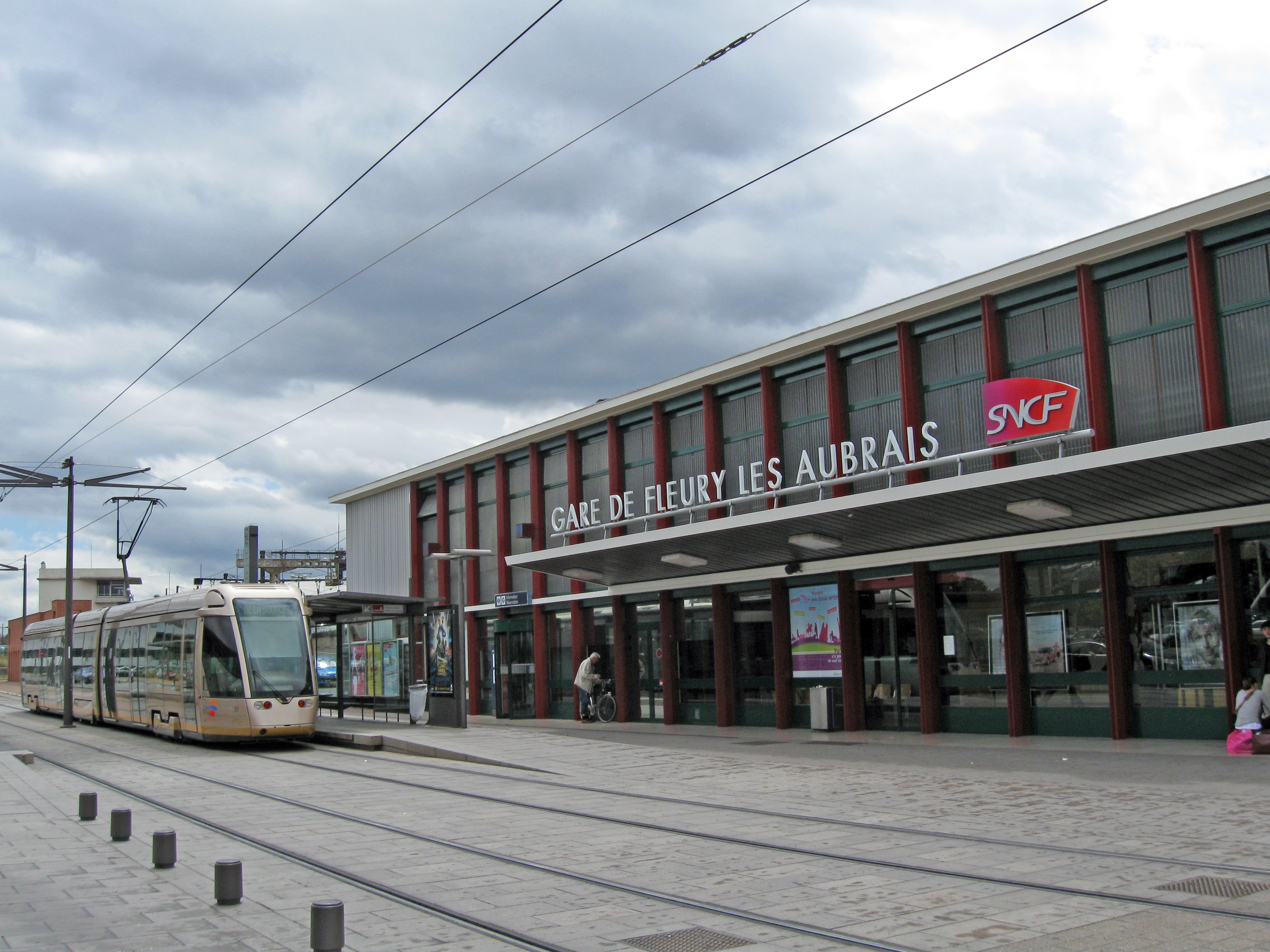
La gare des Aubrais et le tramway.

#### Infrastructures routières
La tangentielle traverse la commune, avec un trafic journalier de 51 500 véhicules au niveau de la commune. La route départementale 2020 (ex-route nationale RN 20) traverse également la commune, avec 18 000 véhicules empruntant cette portion de l'axe.

#### Transports en commun

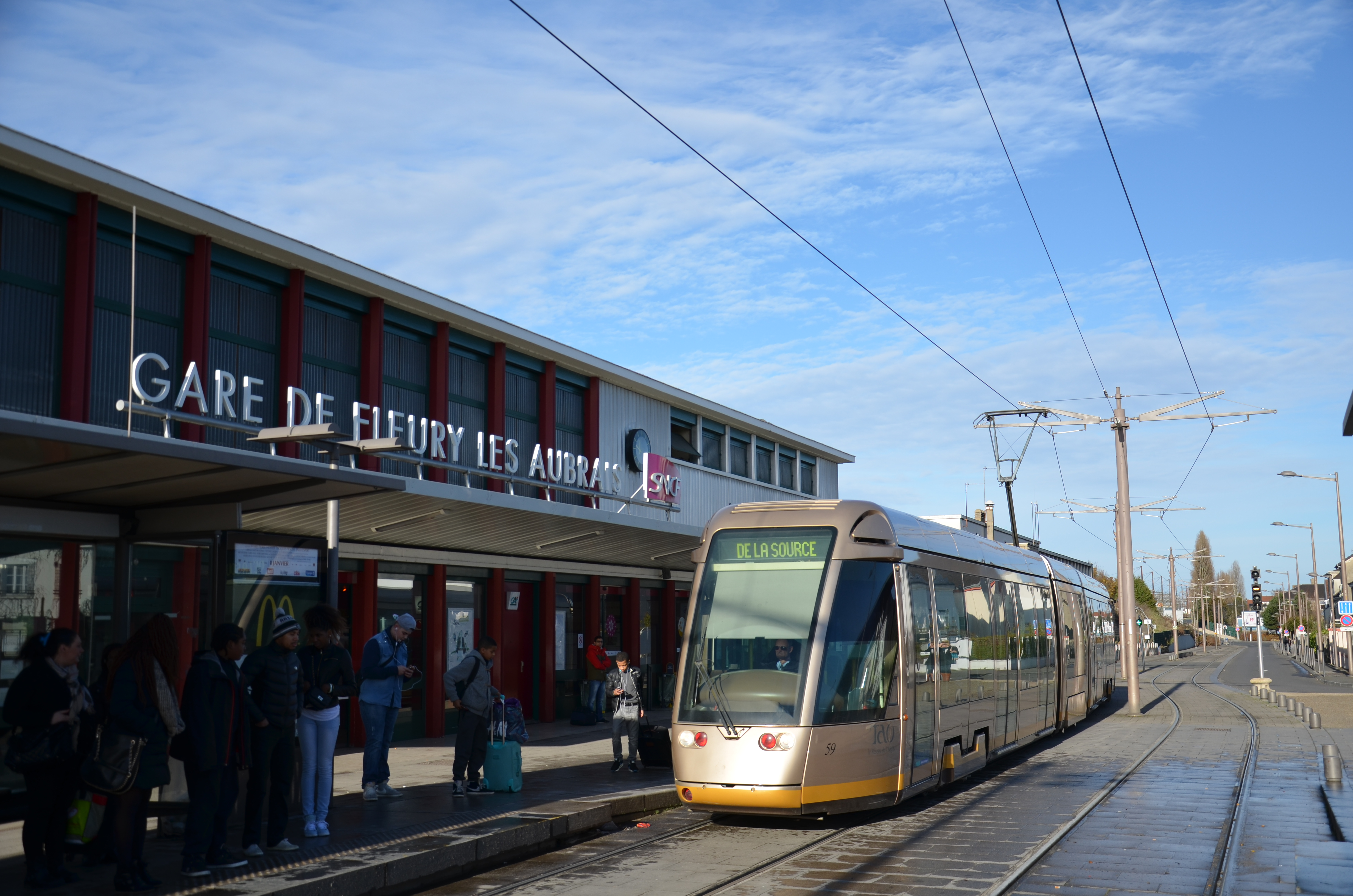
La commune est desservie par la ligne A du tramway.

En tant que commune membre d'Orléans Métropole, Fleury-les-Aubrais est desservie par les transports de l'agglomération orléanaise (TAO), essentiellement par la ligne A du tramway : quatre stations se situent sur le territoire de la commune (Gare des Aubrais, Bustière, Lamballe et Jules-Verne), cette dernière étant le terminus nord de la ligne. De plus, trois parc relais (P+R) couplés à des stations de tramway y sont implantés et permettent aux Fleuryssois de rejoindre le centre d'Orléans ou le sud de l'agglomération par le tram.
De nombreuses lignes de bus desservent la commune : 1, 4, 6, 7, 11, 12, 21, 44, 55 et 62.
- Il y a aussi le transport à la demande (resa’est)

La gare des Aubrais est un point d'échange majeur de la métropole d'Orléans du point de vue des transports en commun (tram, bus, train, vélo).

#### Infrastructures ferroviaires
En raison de la situation en cul-de-sac de la gare d'Orléans, c'est la gare des Aubrais qui est utilisée pour la plupart des liaisons Grandes lignes desservant l'agglomération orléanaise. Le trafic dans cette gare est de 7 000 passagers par jour. La grande majorité des passagers effectue des trajets pendulaires quotidiens vers Paris pour se rendre à leur lieu de travail[réf. nécessaire].

#### Déplacements doux
Des bornes de location de vélo sont implantées dans la commune, par exemple à la gare. Ces bornes sont également sur la commune d'Orléans.

### Risques naturels et technologiques
La commune de Fleury-les-Aubrais est vulnérable à différents aléas naturels : climatiques (hiver exceptionnel ou canicule), mouvements de terrains ou sismique (sismicité très faible). Elle est également exposée à un risque technologique : le risque de transport de matières dangereuses. 
Entre 1989 et 2019, huit arrêtés ministériels ayant porté reconnaissance de catastrophe naturelle ont été pris pour le territoire de la commune  : deux  pour des inondations et coulées de boue et six pour des mouvements de terrains.

#### Risques naturels
Le territoire de la commune peut être concerné par un risque d'effondrement de cavités souterraines non connues. Une cartographie départementale de l'inventaire des cavités souterraines et des désordres de surface a été réalisée. Il a été recensé sur la commune plusieurs effondrements de cavités.
Par ailleurs, le sol du territoire communal peut faire l'objet de mouvements de terrain liés à la sécheresse. Le phénomène de retrait-gonflement des argiles est la conséquence d'un changement d'humidité des sols argileux. Les argiles sont capables de fixer l'eau disponible mais aussi de la perdre en se rétractant en cas de sécheresse. Ce phénomène peut provoquer des dégâts très importants sur les constructions (fissures, déformations des ouvertures) pouvant rendre inhabitables certains locaux. Celui-ci a particulièrement affecté le Loiret après la canicule de l'été 2003. Une grande partie du territoire de la commune est soumise à un aléa « moyen » face à ce risque, selon l'échelle définie par le Bureau de recherches géologiques et minières (BRGM).
Depuis le 22 octobre 2010, la France dispose d’un nouveau zonage sismique divisant le territoire national en cinq zones de sismicité croissante. La commune, à l’instar de l’ensemble du département,  est concernée par un risque très faible.

#### Risques technologiques
La commune est exposée au risque de transport de matières dangereuses, en raison du passage sur son territoire d'une canalisation de gaz, d'une ligne de transport ferroviaire et d'itinéraires routiers structurants supportant un fort trafic (la route départementale D2020),.

### Politique de la ville

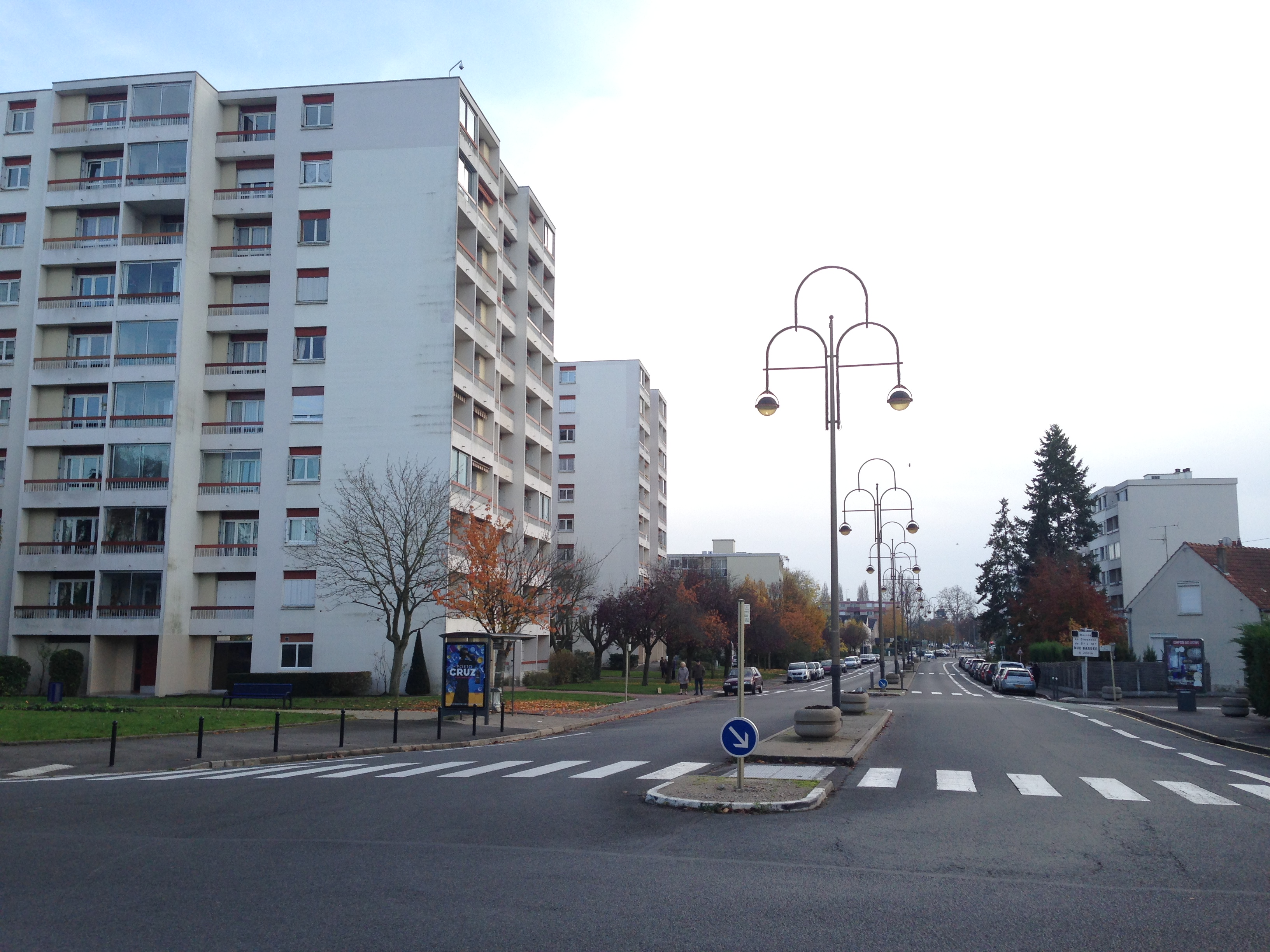
Boulevard de Lamballe.

Fleury-les-Aubrais compte trois quartiers prioritaires (Andrillons-Ormes du mail, Le Clos de la Grande Salle et Lignerolles) rassemblant 4 725 habitants en 2018.
Un projet de prévention de la délinquance a été mis en place, la police municipale a été renforcée et de nombreux projets de rénovation sont en cours[Quand ?].

## Politique et administration

### Découpage territorial
La commune de Fleury-les-Aubrais est membre de l'intercommunalité Orléans Métropole, un établissement public de coopération intercommunale (EPCI) à fiscalité propre créé le 1er janvier 2002 dont le siège est à Orléans. Ce dernier est par ailleurs membre d'autres groupements intercommunaux. En 2020, il s'agit du Syndicat mixte aménagement desserte aérienne de l'Ouest du Loiret (SMAEDAOL), du Syndicat mixte des bassins versants de la Bionne et du Cens et du Syndicat mixte d'améngament hydraulique (SMAH) du bassin de la Retrêve et de son affluent le ruisseau du Renard.
Sur le plan administratif, elle est rattachée à l'arrondissement d'Orléans, au département du Loiret et à la région Centre-Val de Loire. Sur le plan électoral, elle dépend du  canton de Fleury-les-Aubrais pour l'élection des conseillers départementaux, depuis le redécoupage cantonal de 2014 entré en vigueur en 2015, et de la cinquième circonscription du Loiret  pour les élections législatives, depuis le dernier découpage électoral de 2010.

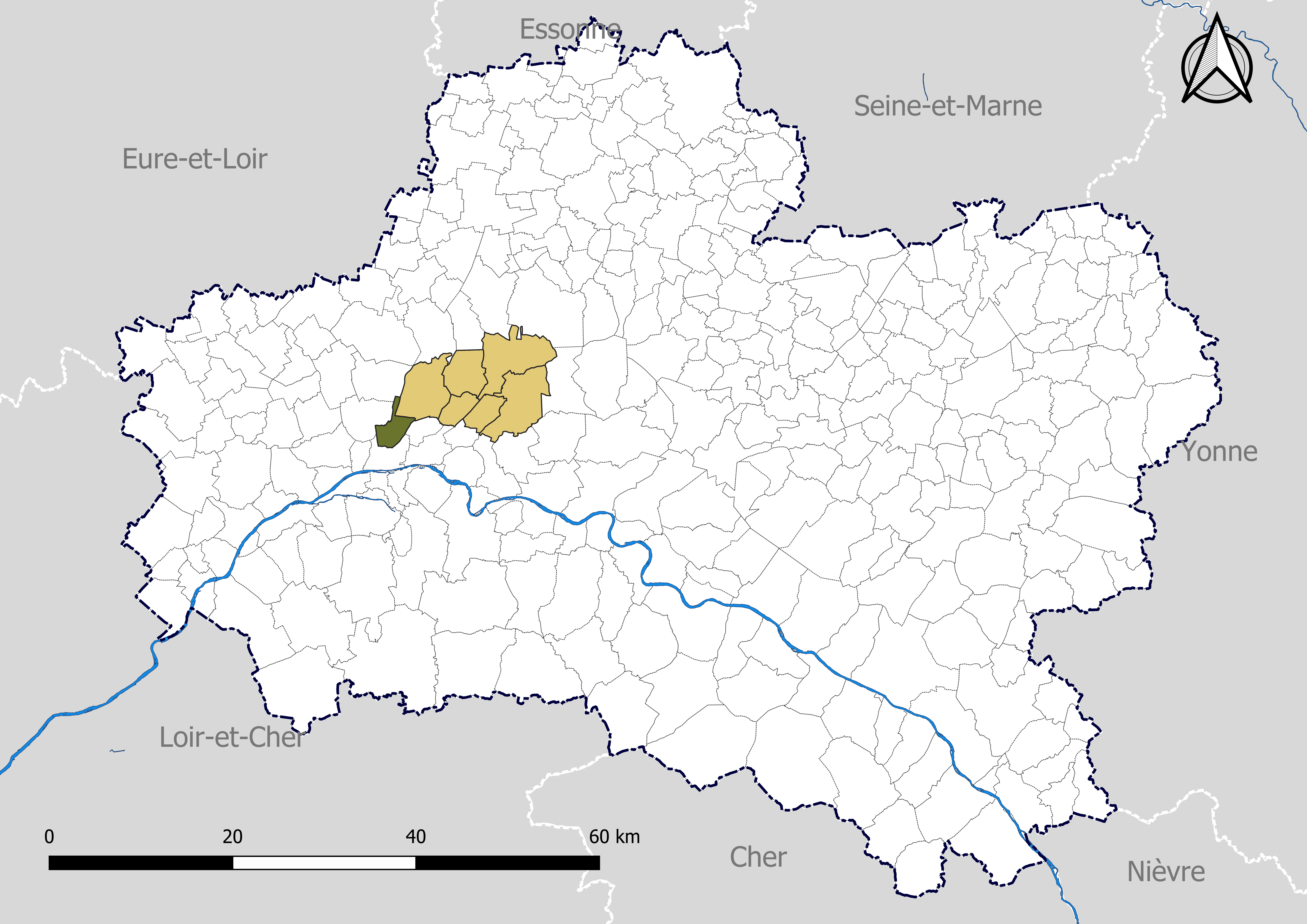
Fleury-les-Aubrais dans le canton de Fleury-les-Aubrais en 2020.
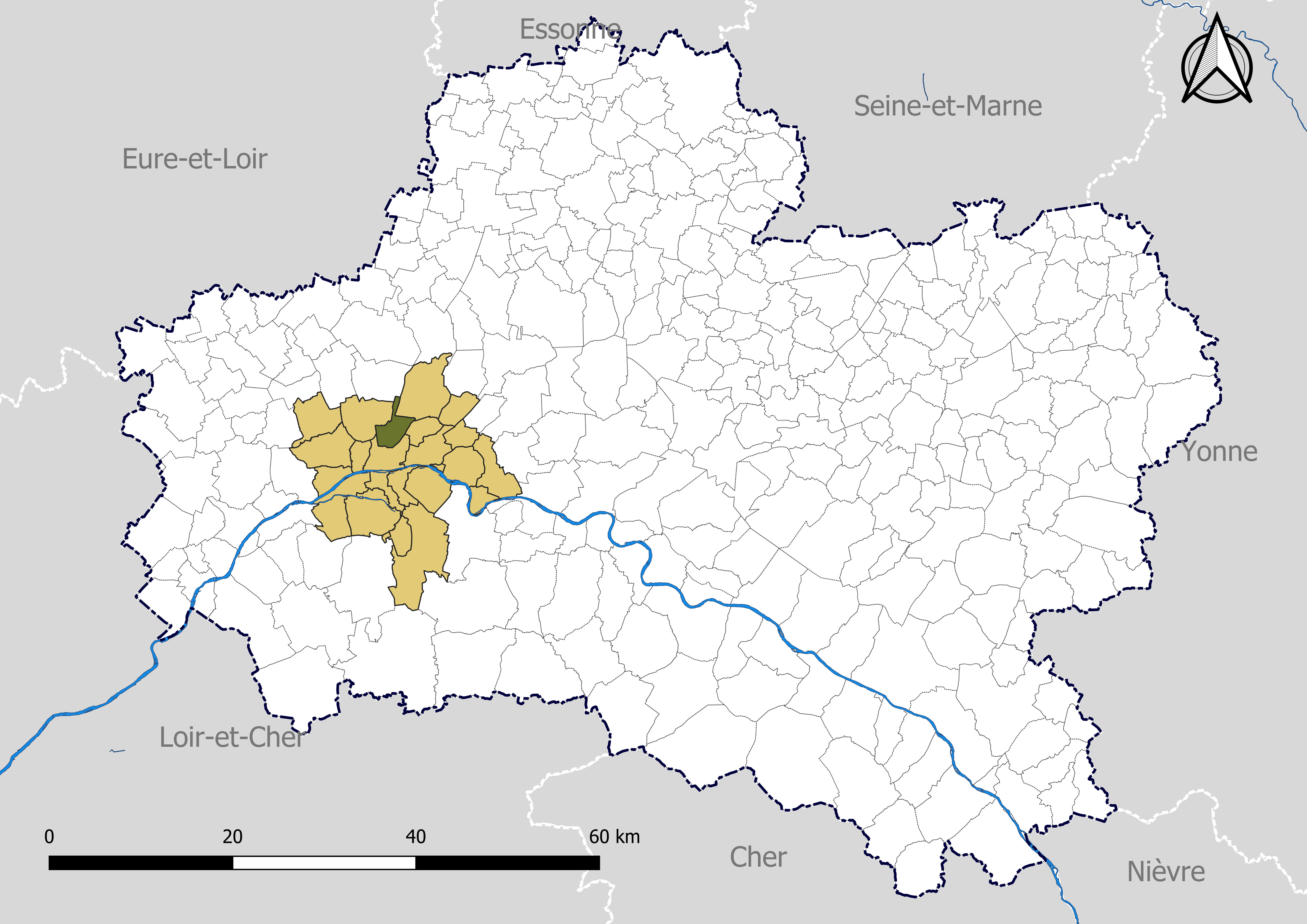
Fleury-les-Aubrais dans Orléans Métropole en 2020.
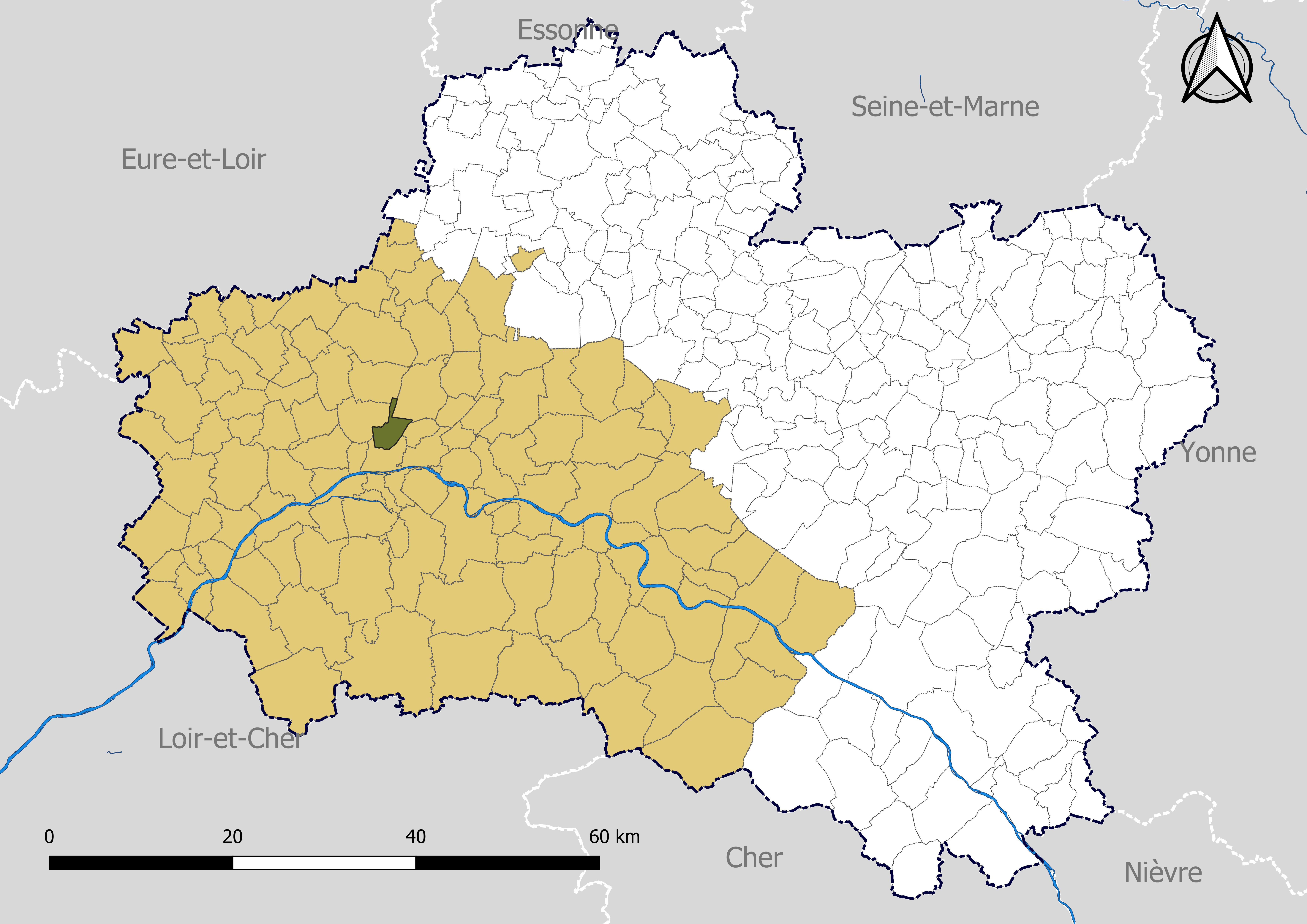
Fleury-les-Aubrais dans l'arrondissement d'Orléans en 2020.

### Politique et administration municipales

#### Conseil municipal et maire
Le conseil municipal de Fleury-les-Aubrais, commune de plus de 1 000 habitants, est élu au scrutin proportionnel de liste à deux tours (sans aucune modification possible de la liste), pour un mandat de six ans renouvelable. Il est composé de 35 membres. L'exécutif communal est constitué par le maire, élu par le conseil municipal parmi ses membres, pour un mandat de six ans, c'est-à-dire pour la durée du mandat du conseil. Carole Canette est maire depuis 2020, succédant à Marie-Agnès Linguet, élue en 2014.
Au second tour des élections municipales du mois de juin 2020, la liste de l'Union de la Gauche, ayant à sa tête Carole Canette, a obtenu 46,51 % des voix à Fleury-les-Aubrais, se plaçant ainsi en tête à l'issue de ce second tour. À la deuxième position de ce suffrage, la liste menée par la maire sortante, Marie-Agnès Linguet, a réuni 34,24 % des votes. La liste menée par Stéphane Kuzbyt a fini troisième de cette élection, avec 19,23 % des votes.
35,32 % des électeurs de Fleury-les-Aubrais ont voté pour ce second tour des élections municipales. Ce chiffre était de 36,35 %, au scrutin du premier tour le 15 mars 2020.

### Jumelages
- Gracanica (Bosnie-Herzégovine)
- Formia (Italie)

### Politique de développement durable
La ville a engagé une politique de développement durable en lançant une démarche d'Agenda 21 en 2009.
La ville est ville fleurie avec quatre fleurs, et la distinction Grand Prix attribuée par le Conseil national des villes et villages fleuris de France au Concours des villes et villages fleuris.
En 2020, la municipalité a planté en cœur de ville la première micro-forêt urbaine du Loiret.

## Équipements et services publics

### Gestion de l'eau

#### Eau potable
Le service public d’eau potable est une compétence obligatoire des communes depuis  l’adoption de la loi du 30 décembre 2006 sur l’eau et les milieux aquatiques. La commune assurait jusqu'au 1er janvier 2017, la production et la distribution de l'eau potable sur le territoire communal. La gestion de l’eau étant une compétence obligatoire des communautés urbaines et des métropoles, la communauté urbaine Orléans Métropole s'est substituée à la commune pour la mise en œuvre du service public d'eau potable lors de la transformation de la communauté d'agglomération Val de Loire en communauté urbaine le 1er janvier 2017, puis c'est la métropole Orléans Métropole le 1er mai 2017 qui a pris cette compétence. La ville de Fleury-les-Aubrais est alimentée en eau potable par deux forages pompant l'eau à 100 m de profondeur dans la nappe souterraine des calcaires de Beauce : le forage de Corne de Cerf, rue Salvador Allende, mis en service en 1967 et le forage Lignerolle, rue Emile Zola, mis en service en 1990.

#### Eaux usées
La compétence assainissement, qui recouvre obligatoirement la collecte, le transport et l’épuration des eaux usées, l’élimination des boues produites, ainsi que le contrôle des raccordements aux réseaux publics de collecte, est assurée  depuis le 1er janvier 2002 par la Communauté de l'Agglomération Orléans Val de Loire, puis le 1er janvier 2017 par la communauté urbaine et enfin depuis le 1er mai 2017 par Orléans Métropole.
Depuis le 1er mai 2016, la métropole a signé un contrat de délégation de service public avec la société Suez Environnement pour l'exploitation des réseaux et ouvrages de transport de 11 communes du territoire métropolitain dont Fleury-les-Aubrais. Le réseau comprend un réseau unitaire (eaux usées + eaux pluviales) de 79 527 ml, un réseau séparatif eaux usées de 3 280 ml et un réseau d'eaux pluviales de 13 161 ml. Sur la commune, on  compte 7 stations de relevage pour les eaux usées. Ces stations peuvent contenir de une à quatre pompes  dont les puissances peuvent varier de 1,3 kW à 140 kW (soit de 3 l/s à 450 l/s).
Un zonage d'assainissement, qui délimite les zones d'assainissement collectif, les zones d'assainissement non collectif et le zonage pluvial a été réalisé par l’AgglO et a été approuvé par  délibération du  conseil de communauté du 15 avril 2004.
La commune est raccordée à la station d'épuration de La Chapelle-Saint-Mesmin. Cet équipement, dont la capacité est de 350 000 EH, le plus important sur le territoire d'Orléans Métropole, a été mis en service le 1er juin 1997 et son exploitation est assurée depuis mai 2016 par Véolia.

### Gestion des déchets

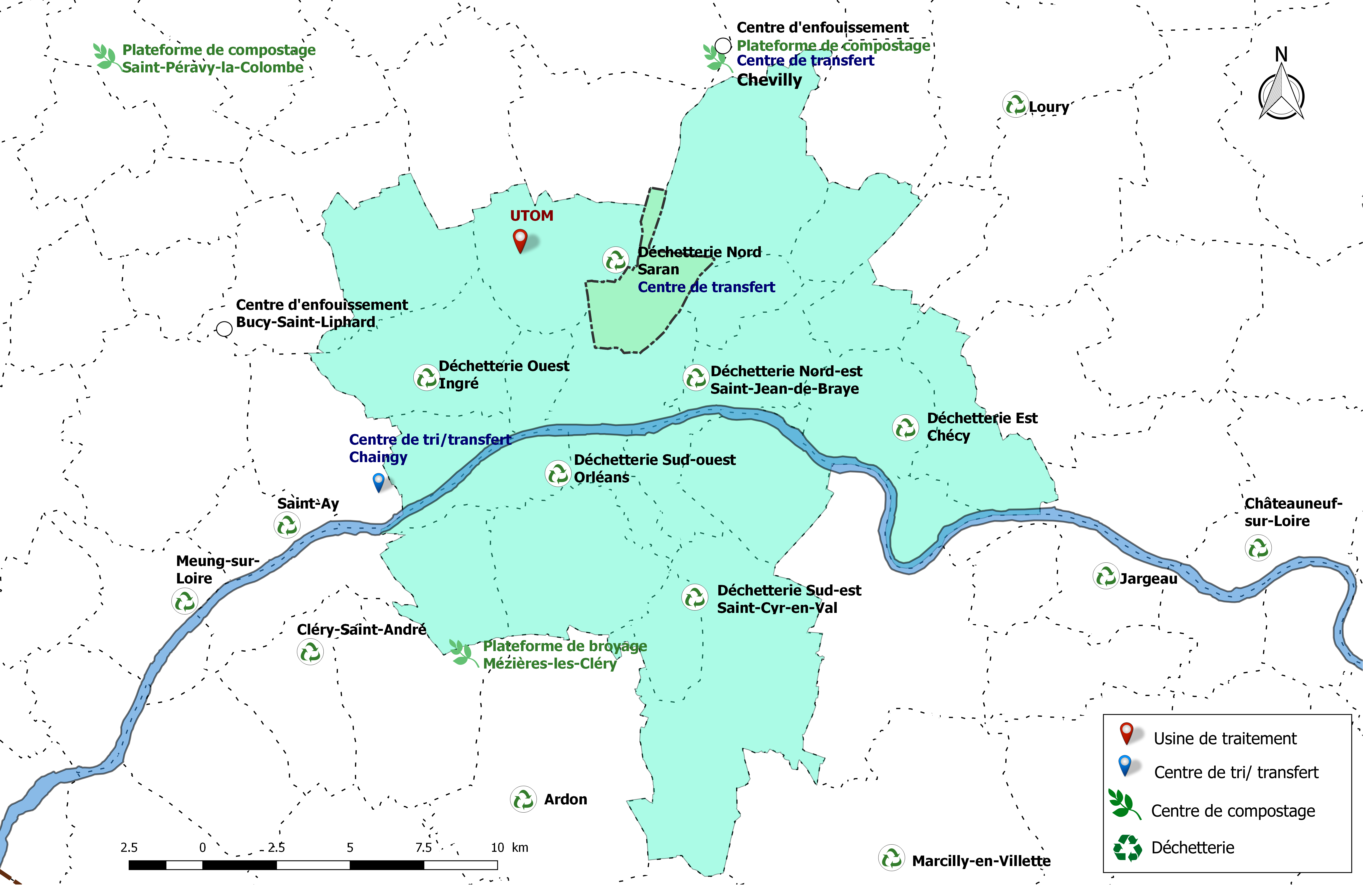
Sites de collecte, de traitement et de valorisation des déchets de la communauté urbaine d'Orléans Métropole, avec localisation de la commune de Fleury-les-Aubrais.

La collecte, le traitement et la valorisation des déchets est une compétence exclusive de la communauté urbaine Orléans Métropole depuis 2000 (l'intercommunalité était alors communauté de communes). La collecte des déchets ménagers (résiduels et multimatériaux) est effectuée en porte-à-porte sur toutes les communes de la communauté urbaine. Un réseau de six déchèteries accueille les encombrants et autres déchets spécifiques (déchets verts, déchets dangereux, gravats, cartons…).
Une unité de traitement permettant la valorisation énergétique (l’incinération des déchets ménagers résiduels) et la valorisation matière des autres déchets (corps creux, corps plats et multimatériaux) est en service sur la commune de Saran depuis 1996. Elle est exploitée par la société ORVADE, filiale du groupe Veolia.

### Enseignement

Le lycée professionnel Jean-Lurçat.

La commune est dotée d'un lycée d'enseignement professionnel (lycée Jean-Lurçat), de 2 collèges (collège Condorcet et collège André-Chène) et de 7 groupes scolaires. L'école maternelle Jacques-Brel a été agrandie en 2003.

### Jeunesse et Loisirs
Fleury dispose également de trois crèches (Les Oisillons, L'Île aux Momes et 1, 2, 3 Soleil).
L'offre péri-scolaire est assurée par deux centres de loisirs (La Brossette et Anaïs et Thibault) et trois maisons de quartier (Jacques-Tati, Jean-Vilar et Jean-Gabin).
La ville dispose également d'un Espace-Emploi-Formation : SPRO / PIJ - Relais Mission Locale - Relais Emploi
Chaque année, en juin, la municipalité organise la fête de la Jeunesse (R2Fête).

### Santé
Un hôpital psychiatrique est implanté sur la commune.

### Sports
Les équipements sportifs sont les suivants : quatre stades, quatre salles omnisports, une piscine, un boulodrome couvert et non-couvert, un stand de tir, une piste d’athlétisme (250 m), trois terrains de football et des courts de tennis.

## Population et société

### Démographie

#### Évolution démographique
L'évolution du nombre d'habitants est connue à travers les recensements de la population effectués dans la commune depuis 1793. Pour les communes de plus de 10 000 habitants les recensements ont lieu chaque année à la suite d'une enquête par sondage auprès d'un échantillon d'adresses représentant 8 % de leurs logements, contrairement aux autres communes qui ont un recensement réel tous les cinq ans,.

En 2022, la commune comptait 21 664 habitants, en évolution de +3,29 % par rapport à 2016 (Loiret : +1,89 %, France hors Mayotte : +2,11 %).
| 1793 | 1800 | 1806 | 1821 | 1831  | 1836  | 1841  | 1846  | 1851  |
| ---- | ---- | ---- | ---- | ----- | ----- | ----- | ----- | ----- |
| 764  | 772  | 927  | 908  | 1 043 | 1 054 | 1 003 | 1 032 | 1 151 |

| 1856  | 1861  | 1866  | 1872  | 1876  | 1881  | 1886  | 1891  | 1896  |
| ----- | ----- | ----- | ----- | ----- | ----- | ----- | ----- | ----- |
| 1 109 | 1 155 | 1 146 | 1 222 | 1 302 | 1 393 | 1 666 | 1 733 | 1 961 |

| 1901  | 1906  | 1911  | 1921  | 1926  | 1931  | 1936  | 1946  | 1954  |
| ----- | ----- | ----- | ----- | ----- | ----- | ----- | ----- | ----- |
| 2 134 | 2 351 | 2 887 | 4 503 | 5 043 | 6 016 | 6 818 | 6 321 | 8 521 |

| 1962   | 1968   | 1975   | 1982   | 1990   | 1999   | 2006   | 2011   | 2016   |
| ------ | ------ | ------ | ------ | ------ | ------ | ------ | ------ | ------ |
| 10 756 | 13 180 | 16 842 | 19 758 | 20 673 | 20 690 | 21 418 | 21 132 | 20 973 |

| 2021   | 2022   | - | - | - | - | - | - | - |
| ------ | ------ | - | - | - | - | - | - | - |
| 21 438 | 21 664 | - | - | - | - | - | - | - |

#### Pyramide des âges
La population de la commune est relativement jeune.
En 2018, le taux de personnes d'un âge inférieur à 30 ans s'élève à 39,3 %, soit au-dessus de la moyenne départementale (36,2 %). À l'inverse, le taux de personnes d'âge supérieur à 60 ans est de 22,9 % la même année, alors qu'il est de 25,9 % au niveau départemental.
En 2018, la commune comptait 10 042 hommes pour 11 028 femmes, soit un taux de 52,34 % de femmes, légèrement supérieur au taux départemental (51,3 %).
Les pyramides des âges de la commune et du département s'établissent comme suit.
| Hommes | Classe d’âge | Femmes |
| ------ | ------------ | ------ |
| 0,4    | 90 ou +      | 1,7    |
| 5,6    | 75-89 ans    | 8,8    |
| 14,2   | 60-74 ans    | 14,8   |
| 19,0   | 45-59 ans    | 18,3   |
| 19,6   | 30-44 ans    | 18,7   |
| 18,9   | 15-29 ans    | 17,6   |
| 22,4   | 0-14 ans     | 20,0   |

| Hommes | Classe d’âge | Femmes |
| ------ | ------------ | ------ |
| 0,8    | 90 ou +      | 1,9    |
| 7,2    | 75-89 ans    | 9,3    |
| 16,5   | 60-74 ans    | 17,4   |
| 19,7   | 45-59 ans    | 19,4   |
| 18,3   | 30-44 ans    | 18     |
| 18,1   | 15-29 ans    | 16,1   |
| 19,5   | 0-14 ans     | 17,8   |

### Vie sportive
- L'équipe de handball féminin de la ville, le Fleury Loiret Handball (SASP) est en première division féminine depuis 2003. Le club est devenu vice-champion de France en 2013 après avoir terminé deuxième de la saison régulière. Le 31 mai 2015, il est sacré champion de France pour la première fois de son histoire en battant Issy-Paris (30-24). Le club termine la saison 2019-2020 à la troisième place du championnat.
- La ville était partenaire du club de basket de l'Orléans Loiret Basket par une convention appelée 3 villes - 3 clubs (Fleury-les-Aubrais, Orléans et Saint-Jean-de-Braye) entre 1993 et 2010 ;
- L'équipe de rugby à XV, le CJF Rugby est en vice-champion honneur pour la saison 2006-2007. Son école de rugby est la première du comité de centre à recevoir le label « FFR »[85] ;
- L'équipe de water-polo de Fleury-les-Aubrais est en Nationale 2 masculine pour la saison 2008-2009.

### Manifestations
- La corrida : course festive le soir de la Saint Sylvestre, dont la première édition date de 1976 ;
- La brocante annuelle "Festi'Fleury" en mars ;
- La réception des sportifs ;
- Le festival Cheminance ;
- La course caritative "la Fleuryssoise"
- L'action "parcours-santé"
- La fête de la jeunesse "R2Fête"
- Le "Fleury Raid Aventure"
- Le Fleury Handi Challenge ;
- le Forum des Associations ;
- Les Folles journées du développement durable ;
- La semaine de la santé ;
- la semaine de la ville équitable ;
- Le salon des artistes fleuryssois ;
- Fêtes de quartier au mois de juin.

### Médias
La radio associative « Radio Arc En Ciel » est installée sur la ville de Fleury-les-Aubrais.
La chaîne de télévision locale Orléans TV était installée sur la commune de Fleury-les-Aubrais, puis sur Orléans, avant sa disparition en 2011.

## Économie
La commune est l'un des premiers employeurs de l'agglomération, avec environ 10 000 emplois sur le territoire et plus de 10 000 actifs en 1999. L'activité est répartie sur plusieurs zones : 
- Dessaux à l'ouest ;
- Fleury - Saran au nord ;
- l'Herveline et Lignerolles à l'est ;
- Bicharderies au nord-est.

L'entreprise Thalès est installée sur la commune.
Depuis 2011, le nord de la ville a vu se développer l'offre commerciale autour du centre commercial de l'Orée de la Forêt, avec l'ouverture, dans un premier temps, de commerces rue Joliot-Curie.
Beaucoup de PME et d'artisans sont implantés sur la commune, du fait de sa proximité avec la métropole d'Orléans.

## Culture et patrimoine

### Lieux et monuments

#### Édifices religieux
- Église catholique Saint-André ;
- Presbytère ;
- Cimetière communal, et cimetière intercommunal des Ifs sur la commune voisine de Saran ;
- Salle de prière pour le culte musulman.

#### Monuments
- Château de la Brossette, du début du XXe siècle, occupé actuellement par un centre de loisirs, sur la commune voisine de Chanteau.
- Nécropole nationale de Fleury-les-Aubrais.

### Personnalités liées à la commune
- Marie-Thérèse-Louise de Savoie-Carignan, femme de l'arrière-arrière-petit-fils de Louis XIV et de la marquise de Montespan et princesse de Lamballe, y possédait un domaine, dont il ne reste plus aucun vestige. Elle a donné son nom (parc Princesse-De-Lamballe) à un parc où est édifié le centre culturel de la ville (La Passerelle) et le conservatoire de musique Maurice-Ravel, ainsi qu'à une rue et un quartier de la commune.
- Émile Rousseau (chanteur), artiste lyrique baryton français, est né à Fleury-les-Aubrais le 31 août 1899.
- Ambroise-Marie Carré, prêtre, prédicateur et écrivain né à Fleury-les-Aubrais le 25 juillet 1908.
- Georges Daumezon (1912-1979), psychiatre, dirigea l'hôpital psychiatrique de Fleury-les-Aubrais entre 1938 et 1951. Son nom est accolé à ce dernier depuis 1998[86].
- Louis-Marie Billé (1938-2002), créé cardinal en 2001 par Jean-Paul II, y est né.